# Acinopterus rubrus
Acinopterus rubrus är en insektsart som beskrevs av Lawson 1931. Acinopterus rubrus ingår i släktet Acinopterus och familjen dvärgstritar. Inga underarter finns listade i Catalogue of Life.